# 巴莱拉 (卢戈省)
巴莱拉，是西班牙加利西亚自治区卢戈省的一个市镇。 总面积169平方公里，总人口1834人（2001年），人口密度11人/平方公里。